# Le Truel
Le Truel (okzitanisch: Lo Truèlh) ist eine französische Gemeinde im Département Aveyron in der Region Okzitanien mit 349 Einwohnern (Stand: 1. Januar 2022). Sie gehört zum Kanton Raspes et Lévezou und zum Arrondissement Millau. Die Einwohner werden Truellois genannt.

## Geografie
Le Truel liegt etwa 28 Kilometer westlich von Millau in einem der südlichen Ausläufer des Zentralmassivs in einer waldreichen Region am Tarn. Das Gemeindegebiet ist Teil des Regionalen Naturparks Grands Causses. Umgeben wird Le Truel von den Nachbargemeinden Ayssènes im Norden und Nordosten, Saint-Victor-et-Melvieu im Osten, Les Costes-Gozon im Südosten, Broquiès im Süden und Südwesten sowie Villefranche-de-Panat im Westen und Nordwesten.

## Bevölkerungsentwicklung
| Jahr                       | 1962 | 1968 | 1975 | 1982 | 1990 | 1999 | 2006 | 2018 |
| -------------------------- | ---- | ---- | ---- | ---- | ---- | ---- | ---- | ---- |
| Einwohner                  | 597  | 473  | 418  | 445  | 384  | 369  | 338  | 347  |
| Quellen: Cassini und INSEE |      |      |      |      |      |      |      |      |

## Sehenswürdigkeiten

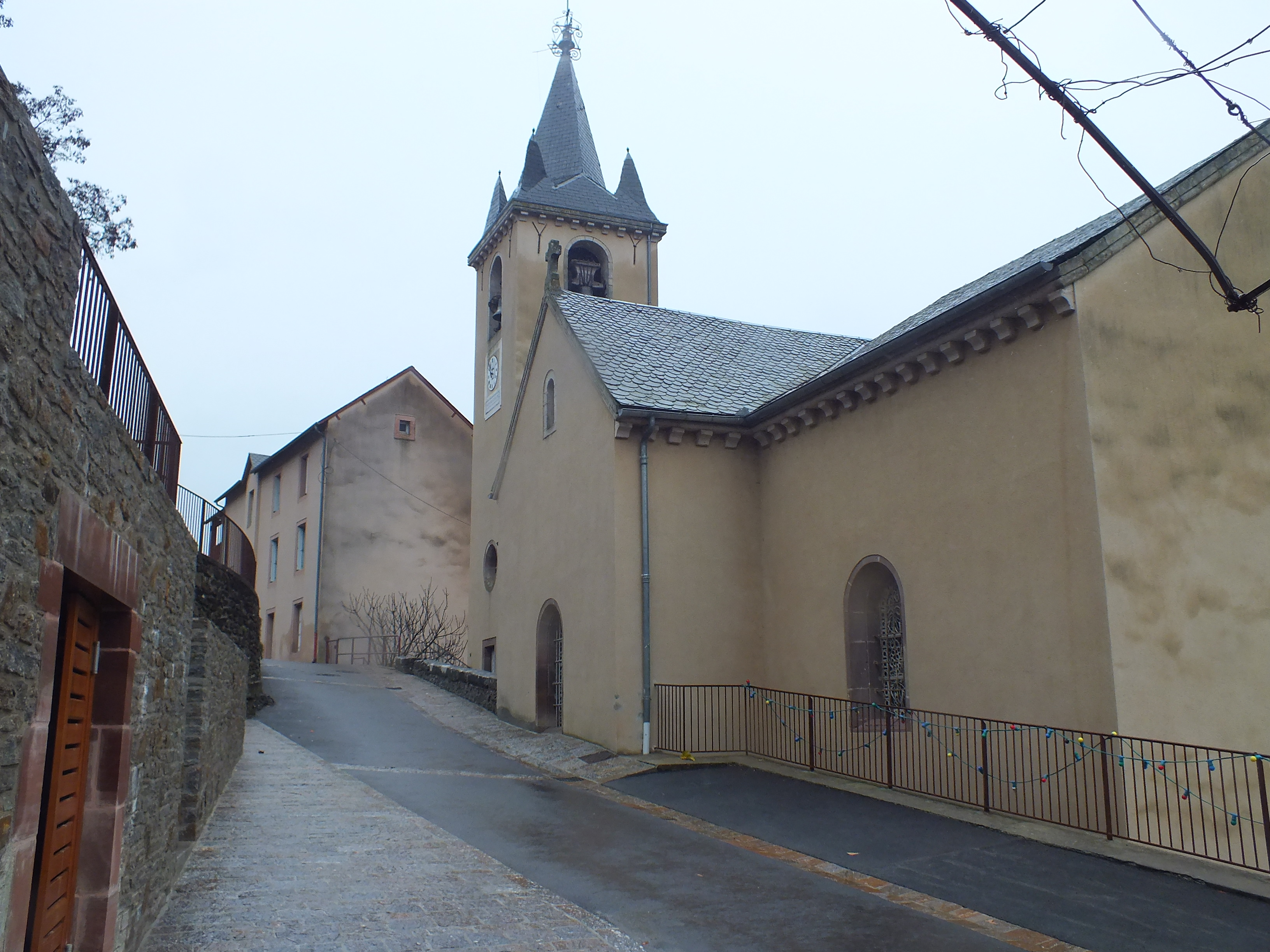
Kirche Saint-Michel

- Kirche Saint-Michel